# Parafia św. Józefa Oblubieńca w Łagiewnikach
Parafia św. Józefa Oblubieńca NMP w Łagiewnikach znajduje się w dekanacie piławskim w diecezji świdnickiej. Była erygowana w XV w. Jej proboszczem jest ks. Grzegorz Staniewski. Obiął ten urząd po zmarłym ks. Bogdanie Czempliku.